# International Life Sciences Institute
L'International Life Sciences Institute est une organisation internationale basée à Washington (district de Columbia), dotée du statut d'organisation 501c3 à but non lucratif. Elle est financée et pilotées par des grands groupes industriels tels que BASF, Coca-Cola, Nestlé, McDonald's, Monsanto, Syngenta et PepsiCo,.

## Histoire
L'ILSI a été créé en 1978 pour étudier les problèmes de sécurité sanitaire liés à la caféine utilisée comme additif alimentaire.
Depuis selon l'ILSI le groupe d'industriels s'est « élargi au-delà de l'examen des ingrédients alimentaires simples pour couvrir un plus large éventail de sujets ».
Selon le groupe, bien que souvent présenté comme tel, il n'est pas un organisme de lobbying ; « le Code de déontologie de l'ILSI et des normes de conduite organisationnelle interdisent expressément toute activité de lobbying » et « l'ILSI préconise l'utilisation de la science dans la prise des décisions qui influent sur la santé humaine et l'environnement, mais il ne fait pas de recommandations de politique ni ne chercher à influencer les résultats législatifs à l'égard d'une décision particulière. » pouvait-on lire sur le site internet du groupe en 2012. Le groupe présente sur son site une politique à l'égard des conflits d'intérêts.

## Administration
ILSI se présente comme étant régi par un conseil d'administration où « le nombre d'administrateurs issus du milieu universitaire ou issu d'autres institutions publiques doit être égal ou supérieur au nombre d'administrateurs issus des sociétés industrielles membres ». « Le conseil d'administration est chargé d'établir et d'appliquer des politiques organisationnelles; établissement de l'orientation scientifique et en veillant à l'intégrité scientifique et la transparence financière ».

## Activité
Ses membres appartiennent principalement à l'industrie agroalimentaire, à l'industrie chimique, à l'industrie pharmaceutique, au domaine des biotechnologies et « des industries connexes » dont par exemple la cosmétique. On y trouve notamment PepsiCo, Monsanto, Unilever, BASF, Bayer, Nestlé ou encore Syngenta.
Officiellement, cette entité se présente comme visant à « fournir la science qui améliore la santé publique et le bien-être » et se présente comme experte sur les sujets liés à l'hygiène des aliments, la toxicologie et l'évaluation des risques.
En 2011, elle présente son expertise en la répartissant en 4 thèmes : biotechnologies, aliments fonctionnels (functional foods), obésité et évaluation des risques.

## Présence mondiale
L'ILSI est présent dans le monde entier, avec 15 branches régionales ; en Amérique du Nord, en Europe, en Argentine, au Brésil, en Chine, en Inde, au Japon, en Corée du Sud, au Mexique, en Afrique du Nord et dans les pays du Golfe, dans les pays andins, en Afrique du Sud, et dans l'Asie du Sud-Est.

### En Europe
La branche européenne de l'ILSI a été créée en 1986. Elle réunissait en 2011 les entreprises suivantes (ou leur filiale européenne) sous la direction de Nico van Belzen (docteur, directeur exécutif d'ILSI Europe de 2003 à 2012) :
- Abbott
- Ajinomoto
- Barilla
- BASF
- Bayer
- Beverage Partners Worldwide
- Bionov
- Biosearch Life
- Bunge
- Campbell Soup Company
- Cargill
- Chiquita Brands International
- Clasado
- Coca-Cola Enterprises
- Colloïdes Naturels International
- Cosucra
- Danisco
- Danone
- Dow Europe
- DSM
- DuPont
- Firmenich
- FrieslandCampina
- Givaudan Schweiz
- Groupe Roquette
- Heinz
- Institut Mérieux
- Kellogg
- Kikkoman Foods
- Kraft Foods
- Lallemand SAS
- Lavazza
- Mars
- Martek Biosciences Corporation
- McDonald's
- McNeil Nutritionals
- Mead Johnson Nutrition
- Merck Consumer Healthcare
- Monsanto
- National Starch Food Innovation
- Naturex
- Nestlé
- PepsiCo
- Pfizer
- Premier Foods
- Procter & Gamble
- Puratos Group
- Red Bull
- Schwabegroup
- Sensus
- Seven Seas
- Solae
- Soremartec - Ferrero Group
- SQTS - Swiss Quality Testing Services
- Südzucker/BENEO Group
- Syngenta
- Tate & Lyle
- Tereos-Syral
- Tetra Pak Research
- The International Nutrition Company
- Ülker Bisküvi San. Ve Tic A. S.
- Unilever
- Wild Flavors
- Yakult

## Critiques

### Conflits d'intérêts
Un éditorial du British Medical Journal de 2001 l'accuse d'avoir été financé par l'industrie du tabac de 1983 à 1998.
En septembre 2010, le député européen José Bové dénonce les liens de Diana Banati, membre du conseil d'administration de l'Autorité européenne de sécurité des aliments (EFSA), avec ce lobby. Elle démissionne de l'ILSI, et l'eurodéputée Corinne Lepage salue ce départ, déclarant que son « implication au sein de l'ILSI est dénoncée depuis deux ans comme un cas flagrant de conflit d'intérêts ». Toutefois, en mai 2012, Diana Banati indique quitter l'EFSA, pour à nouveau rejoindre l'ILSI en tant que directrice exécutive pour l'Europe.
Alan Boobis, qui présidait en 2015 le conseil d'administration de l'ILSI, « organisation de lobbying scientifique financée par les grands industriels de l’agroalimentaire, des biotechnologies et de la chimie », était également coprésident du JMPR, Joint Meeting on Pesticides Residues, groupe conjoint de l’Organisation mondiale de la santé et de l’Organisation des Nations unies pour l'alimentation et l'agriculture.

### Nom trompeur
Selon la journaliste Stéphane Horel, le nom d'ILSI fait croire qu'il s’agit d'un institut académique alors que c'est une « organisation internationale de défense des intérêts économiques des secteurs de l'agroalimentaire et de l'agrochimie par la science ». Selon elle, le but principal de l'organisation est de « participer à l'élaboration de la règlementation plutôt que de la subir » en rapprochant les industriels des universités et des autorités.